# 白良濱

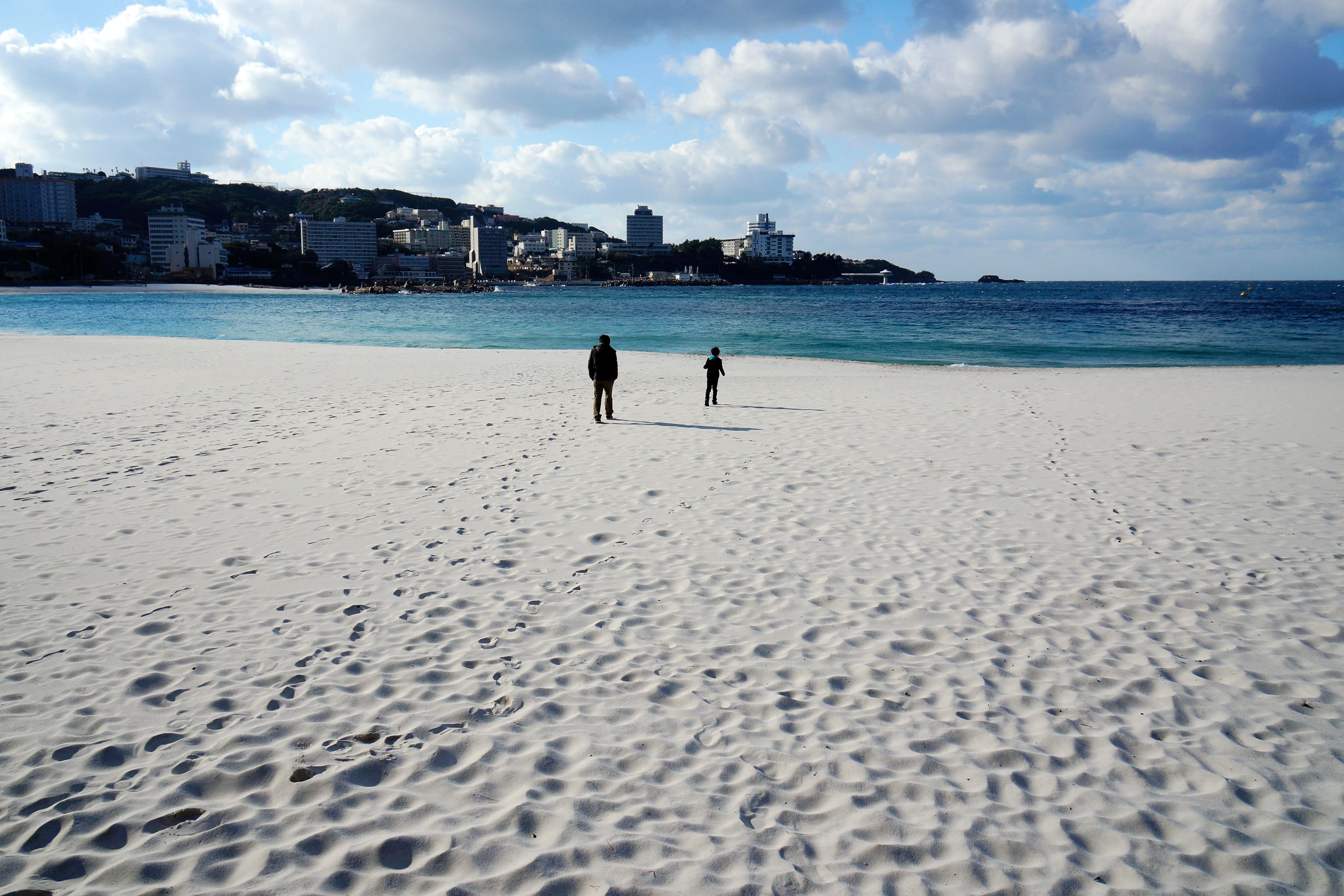
白良濱

白良濱（日语：白良浜，しららはま）是位於日本和歌山縣西牟婁郡白濱町鉛山灣沿岸的沙灘，以其石英砂的白色海灘和白濱溫泉而著稱，和夏威夷的威基基是友好海灘（Goodwill Beach City Relationship）。白良濱現在是近畿地方著名的海水浴場，也是本州在夏季最早開放海水浴的浴場。現在白良濱的大部分白沙系購買自澳大利亞。

## 外部連結
- 南紀白浜イベントガイド （页面存档备份，存于）

33°40′58.50″N 135°20′37.51″E / 33.6829167°N 135.3437528°E